# Génestetkerk
De Génestetkerk is een Remonstrantse kerk uit 1896 in de stad Delft, in de Nederlandse provincie Zuid-Holland. De kerk is gelegen achter een poort aan de Oude Delft op een binnenterrein op de plaats van de vroegere schuilkerk. Het is een ontwerp van Leonard Couvée. De kerk is genoemd naar de predikant en dichter P.A. de Génestet.